# Yedigöze-Talsperre
Die Yedigöze-Talsperre (türkisch Yedigöze Barajı; auch Sanibey Barajı) befindet sich im Zentral-Taurus im Norden der südtürkischen Provinz Adana am Seyhan.
Die Yedigöze-Talsperre liegt etwa 50 km nördlich der Provinzhauptstadt Adana.
Die Talsperre wurde in den Jahren 2007–2010 errichtet. Das Wasserkraftprojekt wurde als Betreibermodell realisiert.
Das Absperrbauwerk ist ein Steinschüttdamm mit Beton-Abdichtung. Er hat eine Höhe von 131 m (über Gründungssohle) und besitzt ein Volumen von 3.700.900 m³. Die Kronenlänge beträgt 400 m.
Der Stausee besitzt ein Speichervolumen von 643 Mio. m³.
Das Wasserkraftwerk der Yedigöze-Talsperre verfügt über zwei 158,5 Megawatt-Francis-Turbinen (Vertikal-Achse). Das hydraulische Potential beträgt 94 m.
Das Regelarbeitsvermögen beträgt 940 GWh im Jahr.
Flussaufwärts befindet sich die Kavşak-Bendi-Talsperre im Bau, flussabwärts befindet sich die Menteş-Staustufe.